# 索洛拉省
索洛拉省 是瓜地馬拉西南部的一個省，阿蒂特蘭湖位於本省。面積3,791平方公里，2003年人口307,661人。首府索洛拉。
1825年11月4日設省。下分十九個自治市。